# Burt Johnson
Burt William Johnson (Flint, Ohio, 25 de abril de 1890- Claremont, California, 27 de marzo de 1927) fue un escultor estadounidense. 

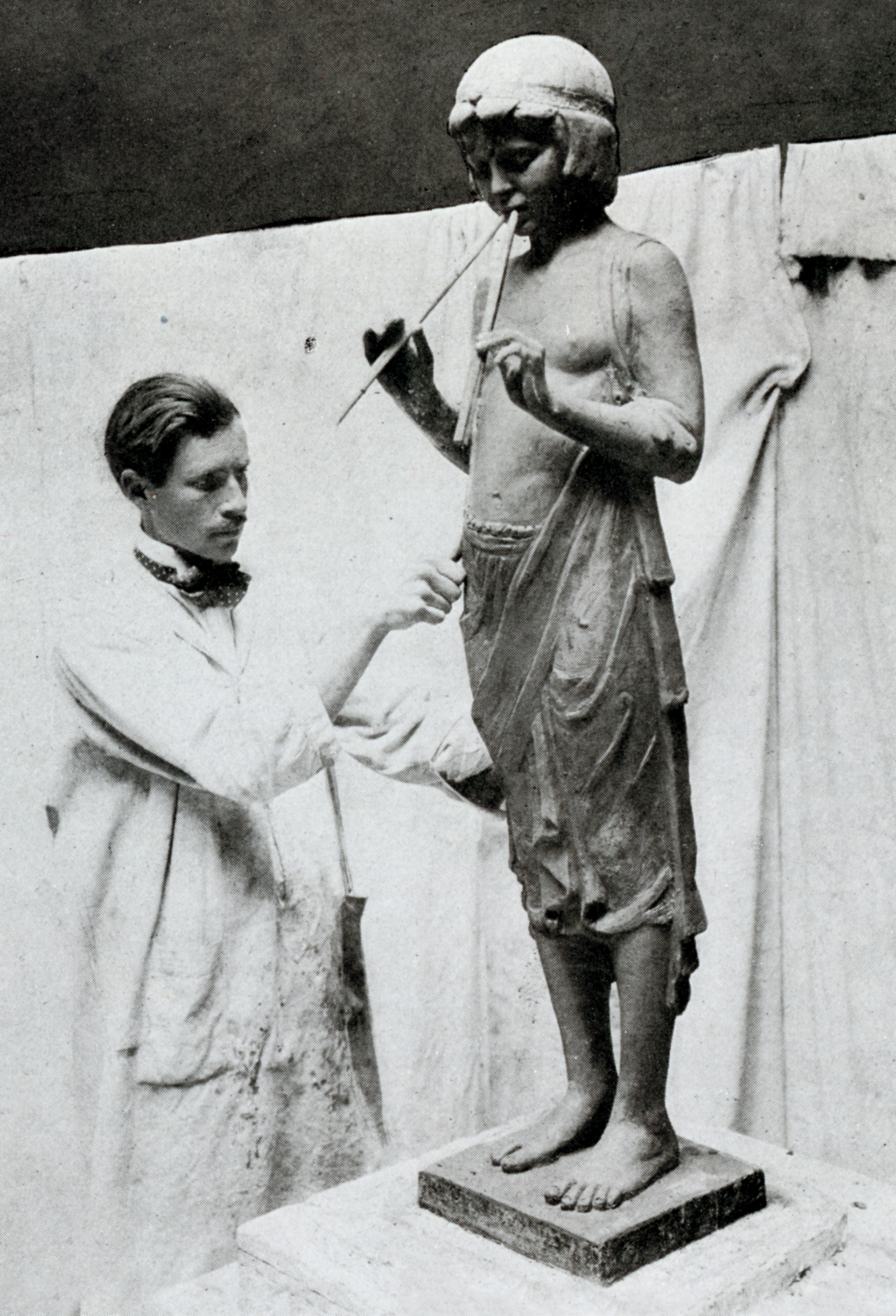
Burt W. Johnson trabajando en su escultura The Piping Faun (1918)

## Biografía
Con trece años, se fue a vivir a Cornish (Nuevo Hampshire), donde su hermana mayor Annetta Johnson Saint-Gaudens, esposa del escultor Louis St. Gaudens estudiaba con su cuñado el escultor Augustus St. Gaudens.
En 1907 se mudó a  Claremont, California donde estudio en el Pomona College, y en 1909 se mudó a Nueva York para estudiar en la Liga de estudiantes de arte de Nueva York Fue trabajando luego con otros escutores de renombre como Robert Ingersoll Aitken o George Bridgman.
Entre sus primeras obras cabe destacar The Spirit of Spanish Music, una fuente con un joven flautista que se encuentra en el Pomona College.